# Manfred Sorg
Manfred Sorg (* 25. Oktober 1938 in Darmstadt; † 2. Juli 2024 in Schwerte) war ein deutscher evangelischer Theologe und als Präses leitender Geistlicher der Evangelischen Kirche von Westfalen in Bielefeld.

## Werdegang
Manfred Sorg studierte an der Kirchlichen Hochschule Wuppertal und an den Universitäten Mainz und Münster evangelische Theologie. Nach absolviertem Examina war er zunächst Vikar in Bochum und Hattingen und übernahm 1967 in Hattingen die Gemeindepfarrstelle.
Im Jahre 1974 wurde Sorg Dozent am Pädagogischen Institut der Evangelischen Kirche von Westfalen in  Villigst, dessen Direktor er von 1988 bis 1995 war. 1996 wurde er – als Nachfolger von Hans-Martin Linnemann – zum Präses der Evangelischen Kirche von Westfalen gewählt und blieb in diesem Amt bis zu seiner Emeritierung am 29. Februar 2004, als er es an Alfred Buß weitergab.
Sorg war Vater dreier Kinder.

## Sonstige Funktion
Präses Manfred Sorg war seit dem Jahre 2000 als Nachfolger von Kirchenpräsident Helge Klassohn Vorsitzender des Rates der Evangelischen Kirche der Union (EKU), bis diese im Jahre 2003 in der Union Evangelischer Kirchen (UEK) aufging.